# Aava Santiago
Aava Santiago Aguiar (Barra do Garças, 20 de outubro de 1989) é uma socióloga e política brasileira. É vereadora em Goiânia e notabilizou-se por seu ativismo social e defesa dos direitos das mulheres no ambiente político e religioso. Em 2024, se destacou por ser a vereadora mulher mais bem votada de Goiás.

## Biografia
Aava Santiago nasceu em Barra do Garças e, durante sua infância, destacou-se por seu interesse em atividades estudantis e comunitárias. Aos 11 anos, foi eleita presidente do grêmio da Escola Municipal Thomé de Souza e atuou como "prefeita-mirim" da Zona Oeste do Rio de Janeiro.
Se mudou para Goiás aos 15 anos, e com 16 anos, ingressou no curso de licenciatura em Ciências Sociais na Universidade Federal de Goiás (UFG), onde se formou em 2011.

## Carreira política
Em 2016, Aava Santiago assumiu a presidência do Conselho Estadual da Juventude de Goiás.
Em 2018, candidatou-se ao cargo de deputada estadual, pelo partido Avante, mas não foi eleita. No entanto, continuou sua atuação em movimentos sociais, organizando seminários e eventos para debater o feminismo e a luta contra a violência doméstica no contexto evangélico.
Em 2020, foi eleita vereadora em Goiânia pelo PSDB, pautando seu mandato na defesa da igualdade de gênero e na redução das desigualdades sociais no município. Durante o mandato, atuou como presidente da Comissão de Educação, Ciência, Cultura e Tecnologia e da Comissão de Direitos Humanos e Cidadania da Câmara Municipal de Goiânia.
Em 2021, Aava apresentou o projeto de lei "Empregue uma Mãe", para incentivar empresas a contratarem mulheres mães, buscando ampliar as oportunidades de trabalho para esse grupo. Em abril, gerou polêmica ao indicar seu marido Guilherme Liberato Alves para atuar como assessor na Secretaria Municipal de Saúde. No mesmo ano visitou a Universidade Federal de Goiás, onde se formou, em busca de parcerias.
Em março de 2022, acusou os colegas de plenário Léo José e Clécio Alves de violência política de gênero após ser interrompida de maneira agressiva durante uma audiência pública.
Nas eleições de 2022, a vereadora concorreu ao cargo de deputada federal, mas não obteve sucesso. Ainda assim, participou ativamente da campanha de Lula, defendendo sua posição ao lado do então candidato, o que gerou críticas de setores conservadores de seu partido, e afirmou "estar do lado certo da história". Em outubro, uma bolsonarista interrompeu um evento do Partido dos Trabalhadores em Goiânia para questionar o apoio da Aava a Lula. No final de 2022, foi nomeada para integrar a equipe de transição do governo Lula, representando o PSDB Goiânia no Gabinete de Transição Presidencial. Passou a ganhar destaque na política, local e nacional, e é chamada de "tucanopetista".
Em 2024, o Ministério Público Eleitoral solicitou a devolução de 873 mil reais ao Tesouro Nacional por suposta utilização indevida de recursos do Fundo Especial de Financiamento de Campanha, fato que a vereadora considerou como um ataque político. Criticou uma matéria da revista Veja, afirmando que a revista tentou desqualificá-la. Durante a situação da Guerra Israel-Hamas, criticou colegas de plenário que se posicionaram. Em março, trocou ofensas em plenário com a vereadora Sabrina Garcez por conta de uma suposta indicação de cargos de parentes de Aava no governo municipal. No mesmo ano, Aava participou de reuniões com Lula para elaborar estratégias de aproximação do governo com a base evangélica.
Nas eleições municipais de 2024, se reelegeu como a vereadora mulher mais votada da capital goiana.

### Desempenho eleitoral
| Ano  | Eleição              | Partido | Candidato a       | Votos  | %     | Resultado  | Ref    |
| ---- | -------------------- | ------- | ----------------- | ------ | ----- | ---------- | ------ |
| 2018 | Estaduais em Goiás   | Avante  | Deputada estadual | 4.893  | 0,16% | Não eleita | [ 27 ] |
| 2020 | Municipal de Goiânia | PSDB    | Vereadora         | 2.865  | 0,48% | Eleita     | [ 28 ] |
| 2022 | Estaduais em Goiás   | PSDB    | Deputada federal  | 13.387 | 0,39% | Não eleita | [ 29 ] |
| 2024 | Municipal de Goiânia | PSDB    | Vereadora         | 10.481 | 1,53% | Eleita     | [ 30 ] |